# クレトポリスの戦い
クレトポリスの戦い（英：Battle of Kretopolis）は、ディアドコイ戦争において紀元前319年にピシディアのクレトポリスで、アンティゴノスとアルケタスとの間で戦われた会戦である。

## 背景
オルキュニアの戦いでエウメネスを下し、カッパドキアのノラの砦に封じ込めて後方の憂いを取り除いたアンティゴノスはピシディアにいたペルディッカス派のアルケタスとその義理の兄弟アッタロスにその矛先を向けた。アンティゴノスはノラからの強行軍によってアルケタスらの虚を突き、防御に適した高台を占拠した。それに対してアルケタスは急いで迎撃に向かった

## 戦い
アルケタスはアンティゴノス軍に攻撃を仕掛けたものの、撃退された。反撃に転じたアンティゴノス軍は高地を駆け下りてアルケタス軍に襲い掛かり、数で劣るアルケタス軍をパニックに陥れた。アンティゴノスは数を頼んだ翼包囲を敢行してファランクスを形成する暇も与えず敵の歩兵部隊を攻撃し、アルケタス軍は総崩れになった。アルケタス軍はアンティゴノスの降伏勧告により降伏し、アッタロス、ドキモス、ポレモンなど旧ペルディッカス派の主だった将軍はことごとく捕えられた。アンティゴノスは寛大な処置によってこの軍を自軍に吸収した。

## その後
一方、アルケタスは僅かな手勢を率いてテルメッソスに逃れた。彼はそこの若者たちの支持を得たが、戦争に巻き込まれることを恐れた老人たちはアルケタスをアンティゴノスの許へと引き渡すべく計画した。アンティゴノスがやってくると、若者たちは迎撃のために出払い、その隙に老人たちはアルケタスを捕らえようとしたが、彼は敵に生きたたまま曳きたてられるのを拒んで自殺した。彼の遺体はアンティゴノスによって3日間いたぶられ、アンティゴノスが去った後にテルメッソスの若者たちが葬儀を挙げて埋葬した。

## 註
1. ↑  ディオドロス, XVIII. 44
2. ↑  ibid, XVIII. 44-45
3. ↑  ibid, XVIII. 46
4. ↑  ibid, XVIII. 47